# Inglese del Nord-ovest Pacifico
L'inglese del Nord-ovest Pacifico (anche conosciuto, nella linguistica americana, come inglese del Nord-ovest) è una varietà dell'inglese nordamericano parlato negli Stati Uniti negli stati federali di Washington e dell'Oregon, anche se a volte vengono inclusi l'Idaho e la provincia canadese della Columbia Britannica. Gli studi attuali rimangono inconcludenti sul fatto che l'inglese del Nord-ovest Pacifico sia un dialetto a sé stante, separato dall'inglese americano occidentale, dal californiano o dal canadese standard, con cui condivide le sue principali caratteristiche fonologiche. La regione dialettale contiene una popolazione altamente diversificata e mobile, che si riflette nello sviluppo storico e continuo della varietà.

## Storia
I tratti linguistici che fioriscono in tutto il Nord-ovest Pacifico attestano una cultura che trascende i confini politici. Storicamente, ciò risale ai primi anni di espansione coloniale da parte degli inglesi e degli americani, quando l'intera regione era considerata un'unica area e tutte le persone di lingue e nazionalità diverse usavano il chinook wawa (insieme all'inglese e al francese) per comunicare tra loro. Fino al trattato dell'Oregon del 1846, la regione è stata identificata come Oregon Country (dagli americani) o Columbia (dagli inglesi).

## Fonologia

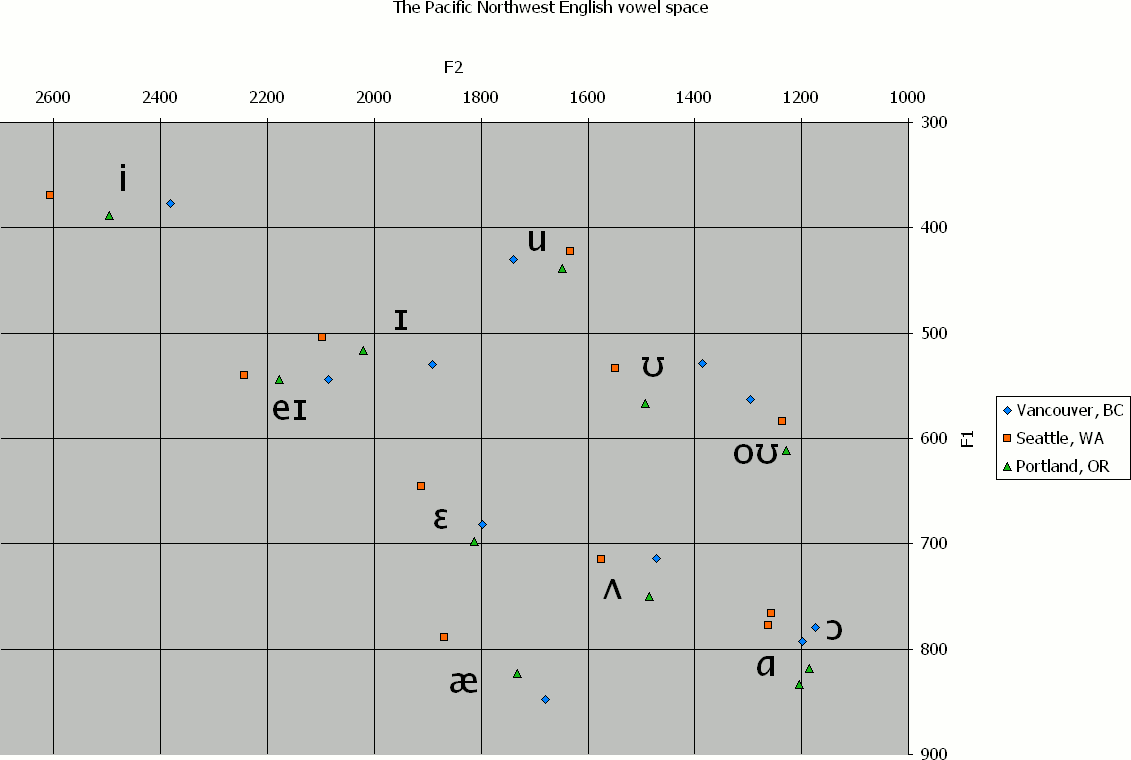
Lo spazio vocalico dell'inglese Nord-ovest Pacifico. Basato sui dati TELSUR di Labov et al. /ɑ/ e /ɔ/ sono indistinguibili nel mezzo F1/F2 per tre parlanti di Vancouver, Columbia Britannica, due parlanti di Seattle e tre di Portland, Oregon

### Elementi in comune con il Canada e la California
- L'inglese del Nord-ovest Pacifico ha tutte le fusioni fonologiche tipiche dell'inglese nordamericano e, più specificamente, tutte le fusioni tipiche dell'inglese americano occidentale, compresa la fusione di cot–caught.
- I più giovani parlanti dell'inglese del Nord-ovest Pacifico mostrano anche caratteristiche dello spostamento vocalico canadese/californiano, che muovono le vocali anteriori attraverso un abbassamento della lingua:
  - /æ/ è ritratta quasi verso [a]; /ɛ/verso [æ]; e /ɪ/ verso [ɛ]. Pertanto, tra i giovani parlanti, hick può sembrare come heck, heck come hack, e hack come hock.
  - ɑ / è supportato e talvolta arrotondato per diventare [ɒ]. La maggior parte dei parlanti del nord-ovest Pacifico ha subito la fusione di cot–caught. Una notevole eccezione però si verifica con alcuni parlanti nati prima della fine della seconda guerra mondiale.

### Elementi in comune con il Canada
Questi elementi comuni sono condivisi con il Canada e gli Stati Uniti centro-settentrionali, incluso l'accento del Minnesota.
- I parlanti tradizionali e più anziani possono mostrare alcune vocali, come [oʊ] come in boat (barca) e [eɪ] come in bait (esca), con caratteristiche molto più vicine ai monofoni che ai dittonghi come nel resto del paese.
- Ci sono anche processi di elevazione condizionale di vocali frontali aperte. Questi processi sono spesso più estremi che in Canada e negli Stati Uniti centro-settentrionali.
  - Prima della nasale velare [ŋ], /æ/ diventa [e]. Questo cambiamento avviene per coppie minime come rang (squillò) e rain (pioggia), entrambi con la stessa vocale [e], diverso da rang [ræŋ] in altre varietà dell'inglese.
  - Tra alcuni parlanti a Portland e nel sud dell'Oregon, /æ/ è talvolta sollevato e dittongato a [eə] o [ɪə] prima delle consonanti nasali [m] e [n]. Questo è tipico in tutto il paese.
  - /ɛ/, e, nel Nord-ovest Pacifico, /æ/, diventano [eɪ] prima dell'occlusiva velare sonora /ɡ/: egg (uovo) e leg (gamba) vengono pronunciate in rima con plague (epidemia) e vague (vago), una caratteristica condivisa da molti dialetti del nord Midwest e con l'accento dello Utah. Inoltre, a volte bag (borsa) sarà pronunciato bayg.[6]
    - Mentre l'aumento di /æ/ è presente sia nell'inglese canadese che in quello del Nord-ovest Pacifico, esistono differenze tra i gruppi che presentano più comunemente queste caratteristiche. L'aumento di /æ/ è più comune nei giovani parlanti canadesi e meno comune nei più giovani parlanti dello stato di Washington.[7]

### Elementi in comune con la California
- Le vocali posteriori dello spostamento californiano: lo spostamento canadese/californiano che si sviluppa nell'inglese del Nord-ovest include anche queste caratteristiche aggiuntive che ricordano solo l'inglese della California, ma non l'inglese canadese (in particolare tra le giovani donne adulte della classe operaia):[8]
  - La vocale centrale arrotondata [ʉ] o la vocale posteriore chiusa non arrotondata [ɯ] per /u/, si trova a Portland e in alcune aree dell'Oregon meridionale, ma generalmente non si trova più a nord, dove la vocale rimane la stretta indietro arrotondata [u].
  - Tra i parlanti nati intorno agli anni '60, c'è la tendenza a spostare la lingua in avanti nel primo elemento del dittongo /oʊ/. Questo ricorda anche l'inglese del Midland, del Mid-atlantico e degli Stati Uniti meridionali.[9] Questo fenomeno non appare prima di /m/ e /n/, per esempio, nella parola home (casa).[10]
- Assenza dell'aumento canadese: Per la maggior parte dei parlanti, sia /aɪ/ e /aʊ/ rimangono lenti prima di occlusive sorde, anche se qualche variazione è stata segnalata. Ciò accomuna l'accento di Nord-ovest Pacifico con gli accenti californiani e lo contrappone al canadese e ad altri dialetti americani (come quello di Philadelphia).

### Caratteristiche varie
- Alcuni parlanti percepiscono o producono le coppie /ɛn/ e /ɪn/ vicine tra loro,[11] ad esempio la fusione tra pen (penna) e pin (spillo), in particolare a Eugene (Oregon) e a Spokane (Washington).[12]
- La fonologia consonante è più conservativa, come per altre varietà di inglese.